# 垣崇祖
垣崇祖（439年—483年5月1日），字敬远，一字僧寶，下邳郡（治今江苏省睢宁县西北）人。南北朝時代南朝宋齊兩代官員。前秦长乐国郎中令、后燕车骑长史垣敞曾孫，南燕京兆太守、东晋太尉行参军、宋屯骑校尉垣苗孫。劉宋輔國將軍、豫州刺史垣護之的侄兒。父亲垣询之。崇祖在齊官至安西將軍、都督豫司二州諸軍事、豫州刺史，並曾長期參與抵禦北魏進侵，得齊高帝信任。然而崇祖因為不依附皇太子，即後來的齊武帝蕭賾而遭其記恨和猜疑，最終在齊武帝即位翌年被武帝處死。

## 生平

### 少有幹略
垣崇祖十四歲時就顯現其才幹和謀略，伯父垣護之就曾和同族宗親們說：「這個孩子必定能壯大我家門，你們都及不上他。」及後崇祖獲徐州刺史劉道隆辟為州主簿，並得其知遇。後崇祖轉任新安王國上將軍。永光元年（465年），劉道隆調任梁、南秦二州刺史，並向宋前廢帝請轉垣崇祖為義陽王劉昶的征北行參軍，二人一同到下邳郡募兵。不久前廢帝出兵討伐劉昶，劉昶被逼逃奔北魏，崇祖仍留下邳。
泰始元年（465年）宋明帝即位，但同時其侄兒晉安王劉子勛亦在尋陽建立政權，薛安都則舉兵支持子勛，並出兵對抗明帝政權，其中就派了自己的女婿裴祖隆出鎮下邳，裴祖隆也請了崇祖和他一起守備。泰始二年（466年），與薛安都一同抵抗明帝政權的青州刺史沈文秀所派的部將劉彌之等軍到達下邳，可是彌之此時卻決定改為支持明帝，更向裴祖隆發起進攻。崇祖見祖隆士兵潰敗，就和數十親兵去將裴祖隆救出並逃回安都所在的徐州治所彭城。同年八月，宋明帝消滅了子勛政權，薛安都遂向明帝歸降，但明帝為了示威淮外而在十月故意派沈攸之及張永率重兵迎降。安都恐懼不獲赦, 於是引北魏入援，最終讓北魏入主宋淮北地。垣崇祖雖入魏，但他卻領著游兵徘徊在琅邪郡一帶，不聽北魏指揮，更加暗中派人到彭城想接回母親，然後南奔。事情雖然被北魏一方識破並先一步抓住崇祖母親作為人質，但崇祖的妹夫皇甫肅就是薛安都女婿的弟弟，故此皇甫肅恃著自己得到北魏人信任就帶著家屬及崇祖母親到朐山，崇祖遂領部曲前往會合並遣使降宋。南兗州刺史蕭道成就板授崇祖為朐山戍主，並派人護送崇祖母親到京師建康。

### 朐山禦魏
朐山地勢臨海，孤立險要，而崇祖鑑於當地人心不穩，常常都坐著船停靠在水邊，以備有事時能立即向大海逃走。這行為被因罪叛逃的崇祖麾下人兵將當作情報報告給北魏，魏東徐州刺史成固公知道此事後就派兵二萬進攻朐山。魏軍駐屯離朐山城僅二十里的洛要時垣崇祖因送客離開而不在城中，這令城中人們都恐懼得跑到船上打算逃命。崇祖回城後就向心腹表示魏兵這次前來不是決心要消滅他們，只是聽信了消息才來，只要有百多人回來助守就可以騙倒他們，就命令心腹們到二里以外宣稱魏軍已在艾塘被擊敗，但需要朐山守兵盡快前去幫忙驅逐魏兵。這假消息果然鼓動了原本驚恐的人們爭相跑回岸上，崇祖於是就領他們回到朐山城中守備，另外派老弱的人到海島中，命他們每人手持兩把火炬到高地鼓噪，營造人馬鼎盛的假象，成功讓魏軍退兵。
及後崇祖上書宋明帝請求給予他更高的名號以號令群眾，明帝就任命他為輔國將軍、北琅邪蘭陵二郡太守。崇祖又曾消滅來襲的流寇司馬順之以及多次向朝廷上陳收復淮北失土的計劃。而明帝以北魏聲言會襲擊淮南事詢問崇祖意見，崇祖就建議輕兵深入突襲魏人，最低限度都能阻遏其南侵的企圖。得明帝允許後，崇祖就帶著數百人深入魏境七百里，佔據了南城並固守蒙山作屏障，更煽動附近郡縣叛魏。魏軍於是大舉進攻，更加以崇祖別將梁湛的母親為人質逼梁湛瓦解崇祖部曲的軍心，一度讓那些部眾潰退逃走。崇祖知道若果全軍都潰逃的話必定會被全殲，於是自己率眾殿後奮力抵抗，大敗追兵後才南歸。明帝念及崇祖一直在北方抗魏，遂封其為下邳縣子。崇祖在泰豫元年（472年）行徐州事，並決定移屯朐山以南的龍沮。崇祖提出引河水掩蓋平地以阻礙魏軍以騎兵入侵，明帝在劉懷珍的支持下同意建議，崇祖便命人築堤集水。魏彭城鎮將長孫渾得知此事後認為若果讓崇祖在龍沮立足即是國恥，於是在堤壩還未建成時就派了數萬騎兵進攻他，雖然崇祖以馬槊攻入敵陣抵抗，但仍然抗不住進攻，於是只有築城防守，碰巧接著下了十多日雨，逼退了魏軍，但崇祖卻沒辦法建成龍沮戍。後來崇祖以輔國將軍先後任盱眙、平陽和東海太守，又一度轉為邵陵王劉友的南中郎司馬，又復任東海太守。

### 齊高倚重
蕭道成當日因為崇祖的武勇而善待他，而崇祖亦為道成是自己的良主，於是一直對道成表現忠誠。宋後廢帝在位後期一直猜疑當時已為重臣的蕭道成，道成亦很憂慮，遂命令崇祖將家累都交託給皇甫肅，領著數百人在北魏邊界等待命令。元徽五年（477年），後廢帝遇弒，道成進宮擁立宋順帝並掌權，遂召崇祖領部曲回建康，任游擊將軍。昇明二年（478年）平定了荊州刺史沈攸之後，崇祖獲授持節、督兗青冀三州諸軍事，冠軍將軍、兗州刺史。建元元年（479年），道成篡宋建齊，是為齊高帝，而他為了防備魏軍，讓崇祖為使持節、監豫司二州諸軍事、冠軍將軍、豫州刺史，鎮守壽春，又封望蔡縣侯，食邑七百戶。建元二年（480年），元嘉及劉昶率領號稱二十萬的大軍進攻壽春，崇祖召集文武屬官討論防守對策，他主張於外城修防禦工事待敵，並且引淝水作護城河守衞壽春城三面。可是將吏們都認為元嘉二十七年（450年）宋南平王劉鑠守壽春時兵力比現在更強仍然只能守內城，加上自古以來都因地形問題沒有人修築淝水堰，擔心這樣做只會徒勞無功。不過崇祖認為捨棄外城會讓外城成為魏軍用作圍攻內城的據點，只是坐待被擒的方法，堅持自己的提議。壽陽守軍遂於城西立堰堵截淝水，並在堰北建起有深坑包圍的小城，派了數千人留守。崇祖的判斷是魏軍到後會全軍盡力攻下這小城以圖控制肥水堰，而此時決堰引淝水沖向攻城魏軍必能取得碩大勝果。魏軍自城西道兵集堰南，果然派了大批士兵進攻小城，而崇祖就戴白紗帽，乘肩輿到小城作戰，一直戰至下午晡時時就讓人破開小史埭，河水一湧而下將攻城的魏軍都沖進圍城深坑中，數千人就這樣遇溺陣亡，魏軍見狀只好撤退。因著此戰功勳，崇祖獲進為都督並進號平西將軍，封邑亦獲加至一千五百戶。崇祖此時聽聞陳顯達和李安民都有增加儀仗隊，遂向齊高帝提出加鼓吹隊，齊高帝亦照做，給了他一部鼓吹。
雖然壽春一戰獲得勝利，但崇祖仍擔憂魏軍會再來，於是上奏將下蔡的守戍調到淮東。同年冬季，魏軍果然來攻下蔡，但得知下蔡守戍已經移離後就言要夷平下蔡城。當時崇祖部眾都擔心魏軍會用下蔡城置戍威脅齊軍，但崇祖認為他們不敢在離壽春這麼近的地方置戍，反而真是想夷平城池，可趁這機會進攻魏軍。魏軍入城後果然在破壞城池，崇祖此時領兵渡過淮河大破魏軍，並追擊敗軍數十里，陣斬和俘獲數以千計的敵軍。後道成派人入關收集情報後意欲攻魏，遂命崇祖修治芍陂田以備糧草。

### 私憾遭禍
建元四年（482年），齊高帝去世，齊武帝即位，召崇祖為散騎常侍、左衞將軍，但不久又下令他留下本任，加號安西將軍，但接著還是召他回朝任五兵尚書，領驍騎將軍。原來往日齊武帝還是皇太子之時正憂心高帝會將儲君之位轉予弟弟豫章王蕭嶷，崇祖卻一直沒有依附他。崇祖在成功防禦北魏進攻後得詔還朝與高帝密議，這引起武帝的懷疑，遂特意禮待崇祖，並在酒後向崇祖說：「一直流傳的流言我都沒有放在心內了，今天之後，我的富貴就託付給你了。」崇祖遂下拜陳謝。可是，崇祖走後卻接到荀伯玉宣布高帝邊境有事的口敕，當夜就走了，沒有去東宮辭行，武帝當時就記恨崇祖不是真誠對他。現在武帝將崇祖調回朝就是怕崇祖有異心，但最終還是在永明元年四月九日（483年5月1日）下詔宣布他「去歲在西，連謀境外，無君之心，已彰遐彌……－隨與荀伯玉驅合不逞，窺窬非覬，構扇邊荒，互求表裏」的罪狀，將崇祖與武帝深恨的高帝寵臣荀伯玉一同處死。崇祖死時四十四歲，恐時沒有人敢去為他送葬，惟有前豫州主簿夏侯恭叔用私財前來殮葬，子垣惠隆也被流放到番禺縣，並在當地去世。

## 延伸阅读
[在维基数据编辑]
 《南齊書/卷25》，出自萧子显《南齊書》